# 桃源河 (舒兰市)
桃源河位于中华人民共和国吉林省舒兰市新安乡境内，是霍伦河左岸支流，发源于南大顶子山北麓，由南向东北流经围山、桃源、新安水库、高家、新鲜等地，于新安乡东北注入霍伦河。河长20.8千米，河道平均比降6.4‰，流域面积123平方千米。年均径流量0.2亿立方米。桃源河流域森林茂密，植被良好，属山区河流。